# Norwich (Connecticut)
Norwich is een plaats (city) in de Amerikaanse staat Connecticut, en valt bestuurlijk gezien onder New London County.

## Demografie
Bij de volkstelling in 2000 werd het aantal inwoners vastgesteld op 36.117.
In 2006 is het aantal inwoners door het United States Census Bureau geschat op 36.324, een stijging van 207 (0.6%).

## Geografie
Volgens het United States Census Bureau beslaat de plaats een oppervlakte van
76,4 km², waarvan 73,4 km² land en 3,0 km² water. Norwich ligt op ongeveer 25 m boven zeeniveau.

## Plaatsen in de nabije omgeving
De onderstaande figuur toont nabijgelegen 'incorporated' en 'census-designated' plaatsen in een straal van 24 km rond Norwich.

## Geboren in Norwich
- Benedict Arnold (1741-1801), Amerikaans-Brits generaal
- Sarah Harris Fayerweather (1812-1878), activist en abolitionist
- Edith Roosevelt (1861-1948), presidentsvrouw (1901-1909)
- Annie Proulx (1935), schrijfster en journaliste